# 사랑의 생물학적 근거
사랑의 생물학적 근거의 이론은 진화 심리학, 진화 생물학, 인류학, 신경과학 등 생물 과학에서 탐구하고 있다. 옥시토신과 같은 특정 화학 물질은 인간의 경험과 사랑과 관련된 행동을 생산하는 역할의 맥락에서 연구한다.

## 같이 보기
- 생물학과 성적 지향
- 대인 매력
- 사랑의 종교관
- 상사병
- 친밀의 신경해부학